# 飯山市立城北小学校
飯山市立城北小学校は、長野県飯山市にある公立小学校。飯山市北部の4つの小学校（泉台小・常盤小・戸狩小・東小）が統合し、2025年4月より開校。
2025年8月に新校舎が完成するまでの間、戸狩小学校が仮校舎として使用される。

## 基本情報
校歌
- 作詞：山﨑浩　作曲：佐田大陸（TAIRIK)

校章
- 統合される4校の特徴を取り入れ、東小は菜の花、泉台小はかまくら、常盤小は千曲川（水害に負けない姿）で表現。それらを囲む雪の結晶は、スキー場がある戸狩小を象徴し、4校の児童が輝きながら仲良く学校生活を送れるよう願いが込められている。戸狩小学校の女子児童による原案が採用された[2][3]。

## 施設
校舎：鉄筋コンクリート二階建て
建築面積：4536.09㎡
延床面積：6970.21㎡(うち児童クラブ304.71㎡)

## 沿革
- 2023年（令和5年）
  - 6月28日 - 校名を「城北小学校」と決定[5]。
  - 10月3日 - 新校舎建築工事安全祈願祭を行い、着工[6][7]。
  - 11月1日 - 校章制定[3]。
- 2025年（令和7年）
  - 4月 - 旧戸苅小学校校舎を仮校舎として、開校。
  - 8月（第2学期） - 飯山市大字照里2025番地に建設した新校舎に移転。

## 進学先中学校
- 飯山市立城北中学校

## 周辺
令和7年度第1学期まで
- 飯山市立とかり保育園 - 進学前保育園

令和7年度第2学期以降
- 飯山市立城北中学校 - 進学先中学校。かつ、校地北側に隣接。
- 北信広域連合老人ホームてるさと - 校地南側に隣接。